# Maciej Iwański (komentator sportowy)
Maciej Iwański (ur. 17 listopada 1979 w Olsztynie) – polski dziennikarz, komentator sportowy Telewizji Polskiej, zajmujący się piłką nożną i piłką ręczną.

## Życiorys
Iwański swoją karierę dziennikarską zaczynał w Radiu WaMa, gdzie przygotowywał sprawozdania z meczów Stomilu Olsztyn i prowadził program piłkarski „Po Gwizdku”. Jego ojciec był dziennikarzem w lokalnym radiu, a jego matka pisała w lokalnej gazecie. W TVP zadebiutował 28 sierpnia 2003 roku podczas meczu rundy wstępnej Pucharu UEFA Wisły Płock z FK Ventspils. Komentował także mecze Ekstraklasy, Ligi Mistrzów UEFA, Pucharu UEFA, Ligi Narodów UEFA oraz Mistrzostw Europy w Piłce Nożnej 2004, 2012, 2020, 2024 i Mistrzostw świata w piłce nożnej 2006, 2010, 2014, 2018 i 2022. Komentował także Copa América 2015, 2016, Puchar Konfederacji 2013, 2017, Letnie Igrzyska Olimpijskie 2012, Letnie Igrzyska Olimpijskie 2016, Letnie Igrzyska Olimpijskie 2020 oraz Letnie Igrzyska Olimpijskie 2024. Wielokrotnie pracował przy meczach reprezentacji Polski oraz polskich klubów, występujących w europejskich pucharach. W latach 1998–2005 współpracował z oficjalnym serwisem UEFA.com. Od 2004 roku pracował w "Przeglądzie Sportowym". Iwański był także felietonistą tygodnika „Piłka Nożna”. Współpracuje także z magazynem piłkarskim "The Blizzard".
W latach 2006–08 prowadził program dla dzieci „Kadra 2012”, po czym od września 2009 w podobnym formacie „Orliki gola!”.
Od lipca 2008 razem z Rafałem Patyrą prowadził magazyn ligowy ekstraklasy w TVP Szybka piłka”.
W 2015 roku wraz z Michałem Kołodziejczykiem prowadził program "Dwójka sędziowska".
W 2016 roku razem z Rafałem Patyrą był gospodarzem programu "Jedziemy do Francji"
Od września 2016 roku razem z (Rafałem Patyrą do 2023 roku) prowadził magazyn ligowy ekstraklasy w TVP „Gol” (wcześniej „Gol Ekstra”), emitowany w poniedziałkowe wieczory.
Oprócz piłki nożnej komentuje również piłkę ręczną m.in. podczas Mistrzostw Świata w Katarze w 2015, Mistrzostw Świata w Polsce i Szwecji w 2023 i Mistrzostw Świata w Danii, Norwegii i Chorwacji w 2025 a także Formuły 1. Spośród wielu turniejów piłki ręcznej szczególnie pamiętane są Mistrzostwa Świata w Katarze w 2015, gdzie Polska zajęła trzecie miejsce, zdobywając brązowy medal. Z tego meczu pochodzi słynny cytat: „To jest moment, w którym modlą się nawet niewierzący”, „O takim meczu marzy się od pierwszego treningu jako dziecko” (odnoszący się do spektakularnego występu Michała Szyby) i inne. Komentarz do meczów piłki ręcznej jest w jego wykonaniu bardzo ekspresyjny.
Poza komentowaniem pracuje również jako prowadzący studio oraz reporter. Publikuje także zagranicą.
W sierpniu 2015 prowadził rozrywkowy program TVP1 „Wakacyjny peleton gwiazd”, promujący wschodni szlak rowerowy Green Velo.
Jest w gronie elektorów plebiscytu „Złotej Piłki FIFA” jako przedstawiciel mediów z Polski.
W 2020 roku pojawił się w grze FIFA 21 w wersji na konsole nowej generacji. Użyczył swojego głosu korespondentowi podającemu wyniki równolegle rozgrywanych spotkań.